# Tulasnella fuscoviolacea
Tulasnella fuscoviolacea é uma espécie de fungo pertencente à família Tulasnellaceae.